# Malitbog (Southern Leyte)
Malitbog is een gemeente in de Filipijnse provincie Southern Leyte op het eiland Leyte. Bij de laatste census in 2007 had de gemeente ruim 20 duizend inwoners.

## Geografie

### Bestuurlijke indeling
Malitbog is onderverdeeld in de volgende 37 barangays:
| - Abgao - Asuncion - Aurora - Benit - Caaga - Cabul-anonan - Cadaruhan - Cadaruhan Sur - Candatag - Cantamuac - Caraatan - Concepcion - Fatima | - Guinabonan - Iba - Juangon - Kauswagan - Lambonao - Mahayahay - Maningning - Maujo - New Katipunan - Pancil - Pasil - Sabang | - San Antonio - San Isidro - San Jose - San Roque - San Vicente - Sangahon - Santa Cruz - Santo Niño - Taliwa - Tigbawan I - Tigbawan II - Timba |

## Demografie
Malitbog had bij de census van 2007 een inwoneraantal van 20.104 mensen. Dit zijn 784 mensen (4,1%) meer dan bij de vorige census van 2000. De gemiddelde jaarlijkse groei komt daarmee uit op 0,55%, hetgeen lager is dan het landelijk jaarlijks gemiddelde over deze periode (2,04%). Vergeleken met de census van 1995 is het aantal mensen met 2.128 (11,8%) toegenomen.

De bevolkingsdichtheid van Malitbog was ten tijde van de laatste census, met 20.104 inwoners op 73,58 km², 273,2 mensen per km².